# شهرستان شونپینگ
شهرستان شونپینگ (به لاتین: Shunping County) یک شهرستان‌های جمهوری خلق چین در چین است که در بائودینگ واقع شده‌است.